# Tunjungseto (Kutowinangun)
Tunjungseto is een bestuurslaag in het regentschap Kebumen van de provincie Midden-Java, Indonesië. Tunjungseto telt 1512 inwoners (volkstelling 2010).